# دومینو (فیلم ۲۰۰۵)
دومینو نام فیلمی به کارگردانی تونی اسکات و نویسندگی ریچارد کلی است که در سال ۲۰۰۵ میلادی ساخته شده. داستان فیلم از زندگی دومینو هاروی که یک بانتی هانتر بود الهام گرفته شده است. داستان فیلم به صورت یک گذشته‌نما از ماجراییست که دومینو (با بازی کیرا نایتلی) در حال روایت آن است. از بازیگران دیگر این فیلم می‌توان به میکی رورک، ادگار رامیرز، دلروی لیندرو و مونیک اشاره کرد. فیلم با وجود هزینه ۵۰ میلیون دلاری‌اش، فروش کمی داشت. فیلم به دومینو هاروی که بر اثر بیش‌مصرفی تصادفی فنتانیل در ۲۷ ژوئن ۲۰۰۵ در سن ۳۵ سالگی و پیش از انتشار فیلم درگذشت اهدا شده است.

## واژه‌نامه
1. ↑  Domino Harvey
2. ↑  Bounty hunter